# ويليام جوزيف
ويليام جوزيف (بالإنجليزية: William Joseph)‏ هو عازف بيانو وموسيقي أمريكي، ولد في 1980 في فينيكس في الولايات المتحدة.

## وصلات خارجية
- الموقع الرسمي
- ويليام جوزيف على موقع ميوزك برينز (الإنجليزية)
- ويليام جوزيف على موقع أول ميوزيك (الإنجليزية)
- ويليام جوزيف على موقع ديسكوغز (الإنجليزية)